# Mario Benzing
Mario Benzing (Como, 7 dicembre 1896 – Milano, 29 novembre 1958) è stato uno scrittore e traduttore italiano di origine tedesca.

## Biografia
Dopo aver terminato gli studi a Losanna e Londra, si trasferì a Milano.
Allo scoppio della Grande Guerra, venne arruolato nel corpo della Sanità del Regio Esercito. Passò poi, volontario, nel Corpo degli Arditi, per venire trasferito al 5º Reggimento Alpini. Ferito in battaglia, venne ricoverato nell'Ospedale militare di Milano, ove conobbe Ernest Hemingway. È stato sepolto al Cimitero Maggiore di Milano, ove in seguito i resti sono stati posti in una celletta.

## Opere
Tra le due guerre, Benzing scrisse alcuni romanzi ("Il mago del Mottarone") e biografie di personalità antiche, quali Messalina, Cleopatra e la regina Cristina di Svezia.
Quale traduttore dall'inglese, dal tedesco e, talvolta, dal francese (spesso sotto lo pseudonimo Mario Benzi, italianizzato a causa delle leggi fasciste), Benzing lavorò per varie case editrici, pubblicando oltre 80 volumi, di 55 autori di 7 nazionalità.
Si dedicò soprattutto alle opere di Joseph Conrad (sua la prima traduzione italiana de "La linea d'ombra", 1929), Rudyard Kipling, Jack London, Pelham Grenville Wodehouse, ma anche di Ernst Theodor Amadeus Hoffmann ("Schiaccianoci e il re dei topi"), Lewis Carroll ("Alice nel Paese delle Meraviglie"), Edgar Allan Poe ("Avventure di Gordon Pym"), Herbert George Wells, Arthur Schnitzler ("La signorina Elsa"), Sigrid Undset, Jakob Wassermann, Eduard von Keyserling, Ehm Welk, Vicki Baum, Klabund, Gustav Meyrink, Compton Mackenzie e molti altri, con particolare cura nel rendere gli inserti poetici in versi italiani.

## Traduzione in versi da “Il libro della giungla”[2]di Rudyard Kipling
| The White Seal Oh! hush thee, my baby, the night is behind us, And black are the waters that sparkled so green. The moon, o'er the combers, looks downward to find us At rest in the hollows that rustle between. Where billow meets billow, then soft be thy pillow, Ah, weary wee flipperling, curl at thy ease! The storm shall not wake thee, nor shark overtake thee, Asleep in the arms of the slow-swinging seas! | La foca bianca T'affretta, figliolo, la notte ci è dietro, e nere son l'acque, sì verdi poc'anzi. La luna ci cerca da sopra i marosi nei cavi sonori che s'apron frammezzo. Sei stanco, piccino, rannicchiati bene, e il capo riposa sul dorso dell'onda, ché dove si scontran più molle è il cuscino. E non c'è tempesta che possa svegliarti, oppur pescecane che possa acchiapparti, dormendo nel grembo rullante del mar. |